# Guillermo Mariscal
Guillermo Carlos Mariscal Anaya, né le 9 mai 1974, est un avocat et homme politique espagnol membre du Parti populaire (PP).
Il devient député de la circonscription de Las Palmas en mars 2005.

## Biographie

### Vie privée
Né à Madrid le 9 mai 1974, sa famille s'installe dans les îles Canaries en 1984. En octobre 2017, sa compagne, Coralís Cunyat, se fait remarquer en montrant son soutien au président de la Généralité de Catalogne Carles Puigdemont sur les réseaux sociaux après le référendum sur l'indépendance de la Catalogne.

### Formation
Étudiant de l'université de Las Palmas de Gran Canaria, il y obtient une licence en droit puis décroche un master en affaires et droit de l'énergie de l'Institut supérieur de l'Énergie (ISE). Il exerce la profession d'avocat.

### Député au Congrès
Alors membre du comité exécutif national des Nouvelles générations du Parti populaire et secrétaire du comité électoral du PP des Canaries, il est investi à une sixième place non-éligible sur la liste conduite par Mercedes Roldós lors des élections générales de mars 2004 dans la circonscription de Las Palmas. Il n'est pas élu au Congrès des députés car la liste ne remporte que quatre des huit mandats en jeu. Il fait cependant son entrée à la chambre basse des Cortes Generales en mars 2005 à la faveur de la démission de Carmen Castellano ; un siège vacant qu'Auxiliadora Pérez, pourtant investie en cinquième position, refuse d'obtenir. Membre de la commission du Travail et des Affaires sociales et de la commission de l'Industrie, du Tourisme et du Commerce, il devient porte-parole adjoint à la commission de l'Agriculture, de la Pêche et de l'Alimentation en juillet 2007. Lors des élections législatives de mars 2008, qui consacrent la victoire des socialistes de José Luis Rodríguez Zapatero, il est directement placé en deuxième position derrière María del Carmen Guerra et retrouve son mandat de parlementaire. Il est alors confirmé dans ses responsabilités d'adjoint à la commission de l'Industrie, du Tourisme et du Commerce et intègre la commission des Affaires étrangères et celle de la Justice. Brièvement membre de la commission des Administrations publiques, il siège à la commission bicamérale non-permanente chargée de l'étude du changement climatique. Il se fait alors connaître pour réaliser à bicyclette les trajets entre sa résidence madrilène et le Congrès des députés, ce qui lui vaut des critiques de la part de certaines parlementaires socialistes qui le qualifient de « snob ».
Il postule à nouveau lors des élections générales de novembre 2011 auxquelles il concourt à la troisième place sur la liste conduite par l'ancien vice-président du gouvernement des Canaries José Manuel Soria. Il est aisément réélu au Congrès après que la liste a obtenu le résultat historique de cinq mandats. Initialement présenté comme le favori pour occuper le poste de secrétaire d'État à l'Énergie au sein du ministère de l'Industrie dirigé par Soria, c'est finalement Fernando Marti qui lui est préféré. À l'ouverture de la législature, il est fait porte-parole à la commission des Affaires étrangères mais abandonne cette responsabilité en septembre 2014 lorsqu'il est désigné porte-parole titulaire à la commission de l'Industrie, de l'Énergie et du Tourisme en remplacement d'Ovidio Sánchez. Remplacé par Celia Alberto Pérez à la commission des Affaires étrangères, il se donne pour objectif d'« aider à surmonter les défis importants rencontrés à la fois par l'Espagne et les îles Canaries dans le domaine de l'Industrie, étant donné que au vu de la persévérance du gouvernement dans la réindustrialisation de notre pays ». Il est également membre de la commission bicamérale chargée des Relations avec le Tribunal des comptes et suppléant de la délégation espagnole à l'assemblée parlementaire de l'OTAN. Il siège également à la commission des Budgets entre mars et octobre 2015. Réélu lors des élections de décembre suivant, il est choisi comme premier secrétaire de la commission des Affaires étrangères et conserve son poste à la commission de l'Industrie, de l'Énergie et du Tourisme. Membre de la commission de la Coopération internationale pour le développement, il intègre, en tant que suppléant, la députation permanente de l'éphémère 11e législature.
Il conserve une nouvelle fois son mandat lors des élections générales anticipées de juin 2016 bien que la formation de la coalition Unidos Podemos entre Podemos et Izquierda Unida laissait entrevoir la possibilité que le PP puisse perdre l'un des trois sièges qu'il détenait dans la circonscription. Conservant l'ensemble de ses responsabilités, il est choisi comme porte-parole de la nouvelle commission de l'Énergie, du Tourisme et du Numérique en décembre 2016, et s'occupe particulièrement de toutes les questions ayant trait au domaine de l'énergie et voit l'énergie solaire comme le « futur de la génération électrique ».
Soutien de Pablo Casado à l'occasion du 19e congrès du Parti populaire, il est désigne porte-parole adjoint du groupe parlementaire sous l'autorité de Dolors Montserrat en juillet 2018.